# Asterogyne
Asterogyne é um género botânico pertencente à família Arecaceae.